# Mezetul
Mezetul (en llatí Mezetulus) va ser un cap númida, que després de la mort d'Ozalces, rei dels massils l'any 210 aC, es va revoltar contra Capusa, el fill gran d'aquell rei que havia pujat al tron, i el va derrotar en una gran batalla on Capusa va morir, l'any 207 aC.
Mezetul no va assolir la corona sinó que va posar al tron a Lacumaces, un jove fill de Ozalces, i va governar en nom seu. El retorn de Masinissa I des d'Hispània el va obligar a aixecar un gran exercit per oposar-se a aquest perill, però va ser derrotat i es va haver de refugiar al regne de Sifax. El van convèncer de demanar el retorn al seu país i es va instal·lar a la cort de Massinisa, que el va indultar i li va retornar tots els seus béns.
L'historiador Appià parla d'un Mesòtul (Μεσότυλος), que és probablement la mateixa persona, i diu que es va unir a Hanníbal Barca amb una força de 1.000 genets poc abans de la batalla de Zama.